# Evas sommarplåster
Evas sommarplåster är en serie program för barn där Eva Funck förklarar och ger tips om vanliga åkommor under sommaren. Programmet hade premiär i SVT 2004 och följdes av Evas vinterplåster och Evas funkarprogram.

## Avsnitt
1. Skrubbsår
2. Fästingar
3. Stickor och var
4. Värmebölja
5. Myggor
6. Magsjuka
7. Getingar och bin
8. Brännskador
9. Bulor och blåmärken
10. Bad och båtar